# Серьгово
Серьгово — деревня в Дедовичском районе Псковской области России. Входит в состав Пожеревицкой волости.

## География
Деревня находится в восточной части Псковской области, в зоне хвойно-широколиственных лесов,  на восточном берегу Иваньковского озера, в 14 км к западу от районного центра — посёлка городского типа Дедовичи, в 10 км к северо-западу от центра сельского поселения — села Пожеревицы. Рядом находятся деревни Загорье  и  Хрыпино.  

### Климат
Климат характеризуется как переходный от морского к умеренно континентальному, со снежной мягкой зимой и прохладным летом. Средняя многолетняя температура самого холодного месяца (января) составляет −7,5°С, температура самого тёплого (июля) — +17,4°С. Среднегодовое количество осадков — 603 мм.

## Население
| 2001 | 2002 | 2010 |
| ---- | ---- | ---- |
| 14   | ↗18  | ↘13  |

Согласно результатам переписи 2002 года, в национальной структуре населения русские составляли 100 % из 18 жителей.

## Инфраструктура
Личное подсобное хозяйство с зоной сельскохозяйственного использования, индивидуальная застройка усадебного типа.

## Транспорт
Автобусное сообщение с райцентром. Остановка общественного транспорта «Серьгово» в центре деревни. 